# Kannevattnet
Kannevattnet är en sjö i Vänersborgs kommun i Dalsland och ingår i Örekilsälvens huvudavrinningsområde. Kannevattnet ligger i Kroppefjäll Natura 2000-område. Sjöns area är 0,004 kvadratkilometer och den är belägen 190 meter över havet.